# 丹尼洛·阿波斯托爾

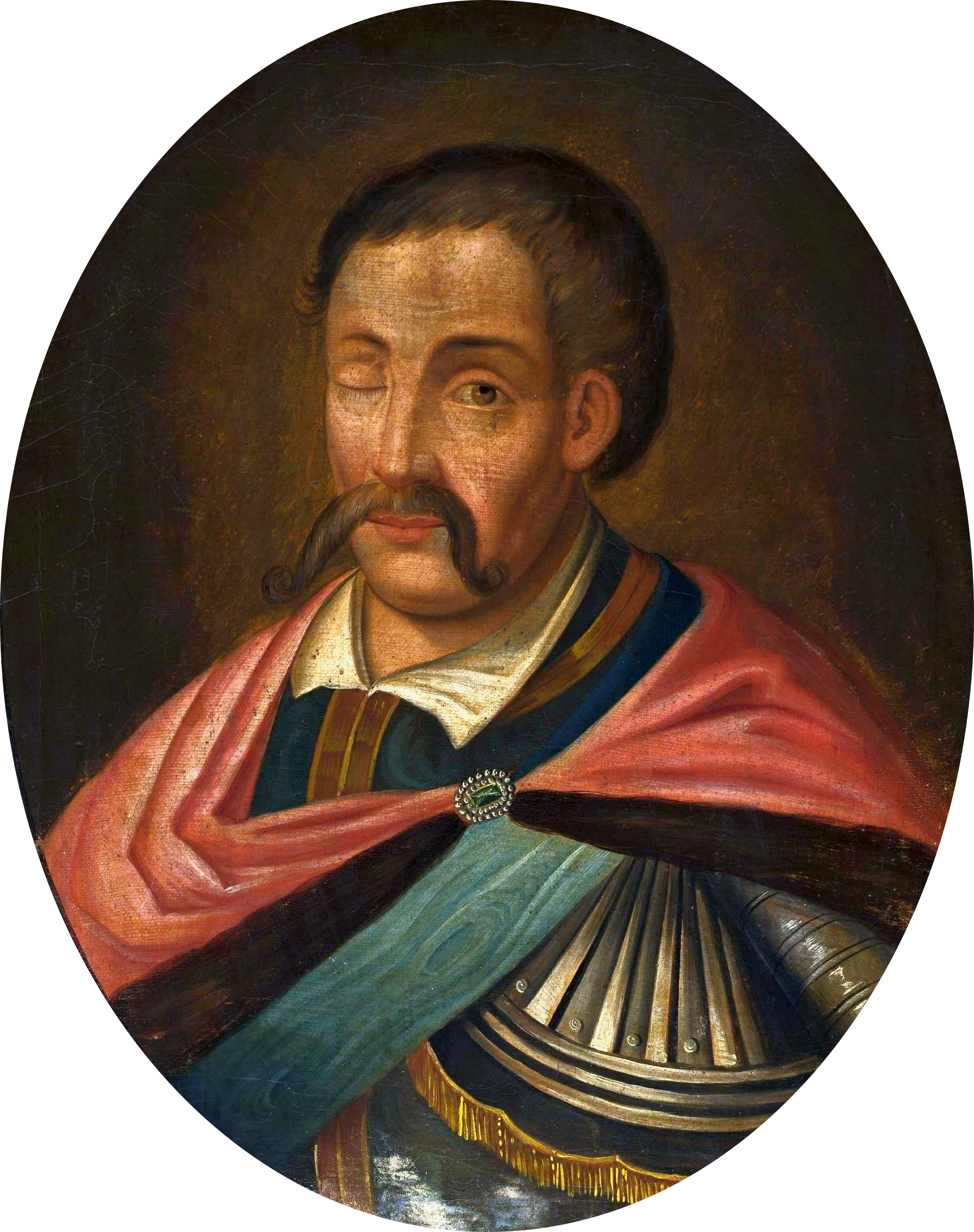
阿波斯托爾

丹尼洛·帕夫洛維奇·阿波斯托爾（羅馬化：Danylo Pavlovych Apostol；1654年12月14日［儒略曆12月4日］1734年1月28日［儒略曆1月17日］），烏克蘭军事家和政治家。于1727年至1734年担任扎波罗热军盖特曼。